# Ban Me Thuot East Airfield
Il Ban Me Thuot East Airfield, conosciuto anche come Ban Me Thuot FSB, Camp Torres, FSB Aquarius, Hoa Binh Airfield, LZ Ban Me Thuot e Phung Duc Airfield, era un campo di aviazione militare e civile e una base dell'esercito statunitense situata a circa 8 km (4,9 miglia) a sud est della città di Buôn Ma Thuột, nella provincia di Dak Lak nell'allora Vietnam del Sud ora Repubblica Socialista del Vietnam.

## Storia
Nel 1961 su questa base venne costituito, dal 5th Special Forces Group dell'U.S. Army, il primo nucleo del programma per la formazione di gruppi della Civilian Irregular Defense Group (CIDG), forze irregolari che avrebbero dovuto difendere il territorio dai Viet Cong costituite addestrando la popolazione locale. In seguito la base venne anche utilizzata dal 5th Special Forces Group Detachment 32 e poi ospitò la base denominata Camp Torres del Command and Control South (CSS) del MACV-SOG.
Dagli inizi del 1968 venne schierato su questa base il 20th Special Operations Squadron. Questa unità doveva fornire supporto alle operazioni di infiltrazione in Cambogia attuate dal MACV-SOG.
A sud est di questa base venne realizzata la Firebase Ban Me Thuot. Le basi di fuoco erano delle basi nelle quali veniva schierata l'artiglieria che doveva dare supporto alla fanteria che pattugliava l'area. Nella Firebase Ban Me Thuot nel tempo furono schierate le seguenti unità:
Nel tempo su questa base vennero schierate le seguenti unità statunitensi:
- una sezione della 498th Medical Company (Air Ambulance) dotata di elicotteri Bell UH-1D (A partire dall'ottobre 1965)
- 155th Aviation Company (Dall'ottobre 1965 al marzo 1971)
- 4th Battalion, 39th Infantry (Novembre 1967 – Gennaio 1968)
- 185th Aviation Company (Giugno 1967 – Ottobre 1970)
- 1st Battalion, 12th Infantry (Agosto–Novembre 1968)
- 1st Battalion, 8th Infantry (Dicembre 1969)
- 2nd Battalion, 8th Infantry (Dicembre 1969)
- 3rd Battalion, 12th Infantry (Dicembre 1969)
- 5th Battalion, 22nd Artillery (1969 – Gennaio 1970)
- 2nd Battalion, 17th Artillery (Febbraio 1970 – Aprile 1971)

In un attacco, avvenuto il 4 gennaio 1968, nel quale la base venne colpita con colpi di mortaio e razzi furono distrutti due UH-1D e altri tre vennero danneggiati gravemente.
Il 30 gennaio del 1968, durante l'Offensiva del Têt la base venne attaccata da commando dei Viet Cong che ne provocarono la chiusura per diversi giorni.

## 1975
Nel 1975 il campo di aviazione di Phung Duc era una base dell'esercito della Repubblica del Vietnam e vi erano stanziati il 44º e il 53º Reggimento. All'alba del 10 marzo 1975, all'inizio della battaglia di Ban Me Thuot, la base venne attaccata da due battaglioni di genieri dell'Esercito Popolare del Vietnam. Mentre i genieri riuscirono a penetrare rapidamente nel perimetro difeso dal 44º Reggimento, che era difeso solo da truppe di seconda linea, quando attaccarono il 53º Reggimento incontrarono invece una resistenza tenace e al tramonto furono respinti con la perdita di oltre 100 soldati.
Il 149 Reggimento dell'Esercito Popolare lanciò un nuovo attacco contro le posizioni del 53º Reggimento ma venne nuovamente respinto con numerose perdite. Tra il 12 ed il 13 marzo il 45º Reggimento dell'Esercito della Repubblica del Vietnam venne lanciato sulla collina 581, che si trovava ad 1,6 km (1 miglio) ad est di Phung Duc. Questa unità cominciò ad effettuare una serie di contrattacchi volti alla riconquista di Buôn Ma Thuột, che era stata conquistata dalle truppe del Vietnam del Nord il 12 marzo. All'alba del 14 marzo il 149º Reggimento dell'Esercito Popolare lanciò un nuovo attacco alla base, stavolta con il supporto di sei carri armati. L'attacco venne nuovamente respinto e tra le perdite degli attaccanti figurava anche un carro armato. Un ulteriore attacco venne programmato per il pomeriggio ma non venne attuato perché parte della fanteria di supporto non riuscì a raggiungere in tempo la zona. L'attacco venne portato avanti al tramonto ma i carristi furono disorientati dalla luce calante e i mezzi divennero vulnerabili al fuoco delle truppe che difendevano la base. A mezzanotte l'attaccò venne interrotto. Simultaneamente con questo attacco il 24º Reggimento dell'Esercito Popolare, supportato da carri armati, attaccò le postazioni sulla collina 581 del 45º Reggimento dell'Esercito della Repubblica del Vietnam. Il 45º Reggimento venne disperso e perse oltre 200 soldati. Con questo rovescio venne messa la parola fine alle speranze dell'Esercito della Repubblica di riconquistare Buôn Ma Thuột.
Alle tre di notte del 16 marzo l'Esercito Popolare iniziò uno sbarramento di artiglieria sulle posizioni del 53º Reggimento. Un'ora e mezza dopo questo bombardamento seguirono due attacchi, di nuovo con il supporto dei carri armati, condotti dal 66º e dal 149ºReggimento dell'Esercito Popolare. Le truppe attaccanti però non riuscirono a penetrare i muri di terra a difesa della base e durante l'attacco andarono perduti altri due carri armati, colpiti da razzi o a causa delle difese anticarro. I genieri dell'Esercito Popolare con l'esplosivo aprirono una via nelle difese e all'alba del 17 marzo le truppe attaccanti riuscirono a penetrare nella base. Il colonnello Vo An, comandante del 53º Reggimento, insieme a più di 100 soldati fuggirono dalla base e raggiunsero le postazioni dell'Esercito della Repubblica di Phuoc An.

## Oggi
Oggi su questa base è stato realizzato l'aeroporto di Buôn Ma Thuột.